# Rábapatona
Rábapatona é um município da Hungria, situado no condado de Győr-Moson-Sopron. Tem 39,74 km² de área e sua população em 2015 foi estimada em 2.500 habitantes.